# Barry Dunn
Barry Dunn (sinh ngày 15 tháng 2 năm 1952) là một cựu cầu thủ bóng đá người Anh có 47 lần ra sân ở Football League thi đấu ở vị trí tiền vệ chạy cánh trái cho Sunderland, Preston North End và Darlington. Ông cũng thi đấu bóng đá non-league cho Newcastle Blue Star và Seaham Red Star.